# Lili får besøg
|  | Denne artikel er oprettet af botten Steenthbot ud fra en ekstern database. Den kan derfor have sproglige fejl eller mangler. Denne skabelon kan fjernes efter kontrol af indholdet. |

Lili får besøg er en dansk animationsfilm fra 2015 instrueret af Siri Melchior.

## Handling
Lili får besøg. Og ikke af hvem som helst, af sin allerbedste veninde, Molly. At forventningens glæde kan være større end selve samværet er så en anden ting, to viljer af jern og et begrænset udvalg af legetøj er bare heftigt konfliktstof. Men så er der jo forventningens glæde indtil næste gang. Lili er en serie af film om at være 3 år.